# Bharhut

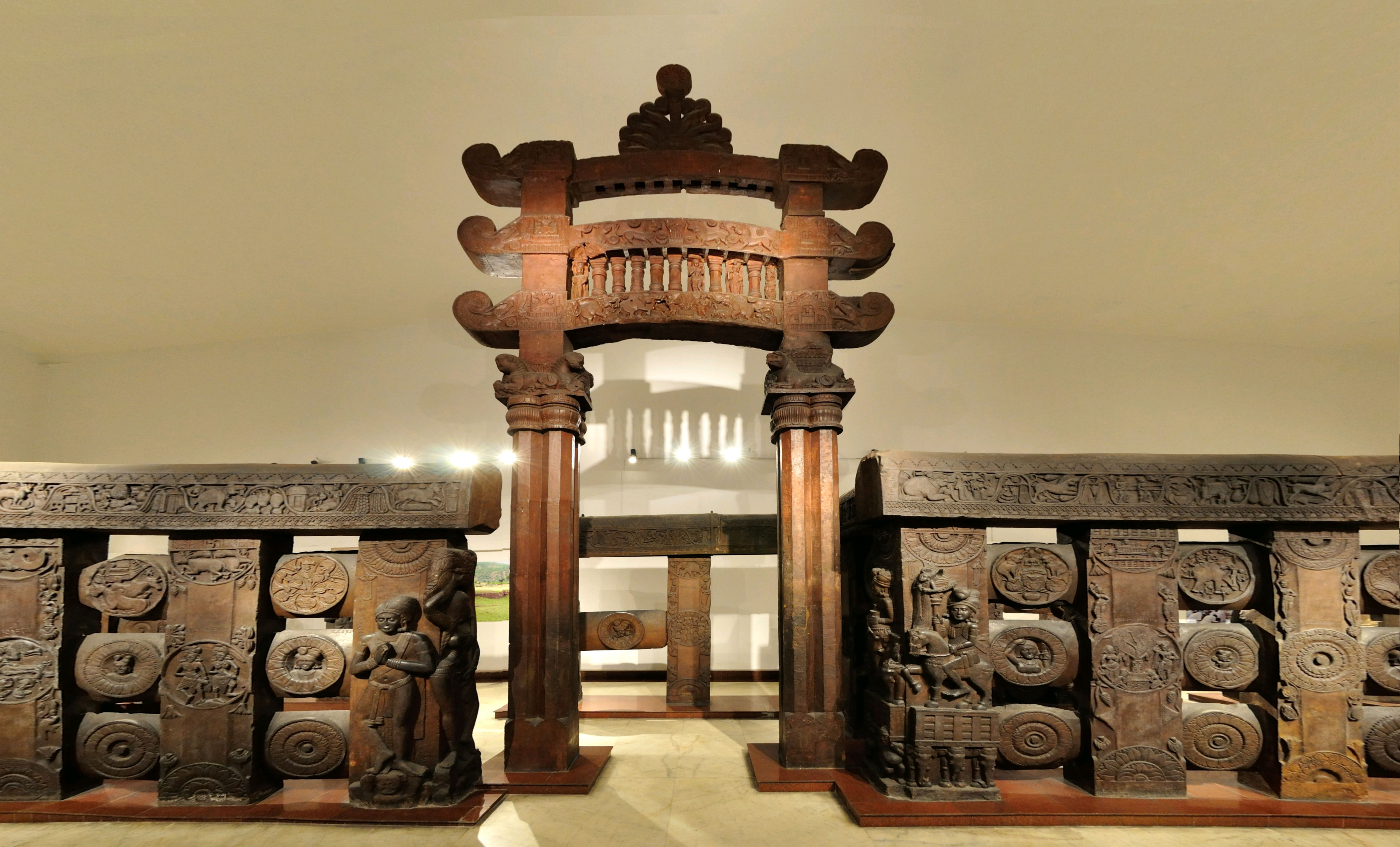
Porta e ringhiera dello stupa di Bharnut

Bharhut è un villaggio situato nel distretto di Satna nello stato indiano del Madhya Pradesh, nell'India centrale. È noto per le sue famose reliquie di uno stupa buddista. Ciò che rende unici i pannelli di Bharhut è che ognuno di essi è esplicitamente etichettato in caratteri Brahmi che menzionano ciò che raffigura il pannello. Il principale donatore per la costruzione dello stupa di Bharhut fu il re Dhanabhuti.
Le sculture di Bharhut rappresentano alcuni dei primi esempi di arte buddista indiana, più tardi dell'arte monumentale di Ashoka (circa 260 a.C.) e leggermente più tardi dei primi rilievi del periodo Shunga sulle ringhiere dello Stupa Sanchi n. 2 (a partire dal 115 a.C.). Sebbene di qualità più provinciale rispetto alle sculture di Sanchi, dello stupa Amaravati e di alcuni altri siti, è sopravvissuta una grande quantità di sculture, generalmente in buone condizioni. Autori recenti datano i rilievi delle ringhiere di Bharhut intorno al 125-100 a.C., e chiaramente dopo lo Stupa Sanchi n.2, rispetto al quale Bharhut ha un'iconografia molto più sviluppata. La porta torana venne realizzata leggermente più tardi delle ringhiere ed è datata al 100-75 a.C. Lo storico Ajit Kumar dà una data successiva a Bharhut, il I secolo, sulla base di confronti stilistici con opere d'arte databili dell'arte di Mathura, in particolare sculture inscritte nel nome del sovrano Sodasa. Molti dei resti di Bharhut si trovano ora nel Museo indiano di Calcutta.
Il buddismo continuò a sopravvivere a Bharhut fino al XII secolo. Un piccolo tempio buddista fu ampliato intorno al 1100 e vi fu installata una nuova statua di Buddha. Nel sito è stata trovata una grande iscrizione sanscrita dello stesso periodo, ma sembra essere andata perduta. Questa è diversa dall'iscrizione Lal Pahad del 1158 che menziona i re Kalachiri.
Alcune recenti rivalutazioni hanno teso a separare Bharhut dal periodo Shunga, e piuttosto ad attribuire lo stupa al I secolo, sulla base di somiglianze artistiche con l'arte Mathura meglio datata e una messa in discussione dell'antichità delle iscrizioni Bharhut (in particolare le iscrizioni Dhanabhuti) ipotesi suggerita dalla paleografia tradizionale.

## Stupa di Bharhut

### Struttura

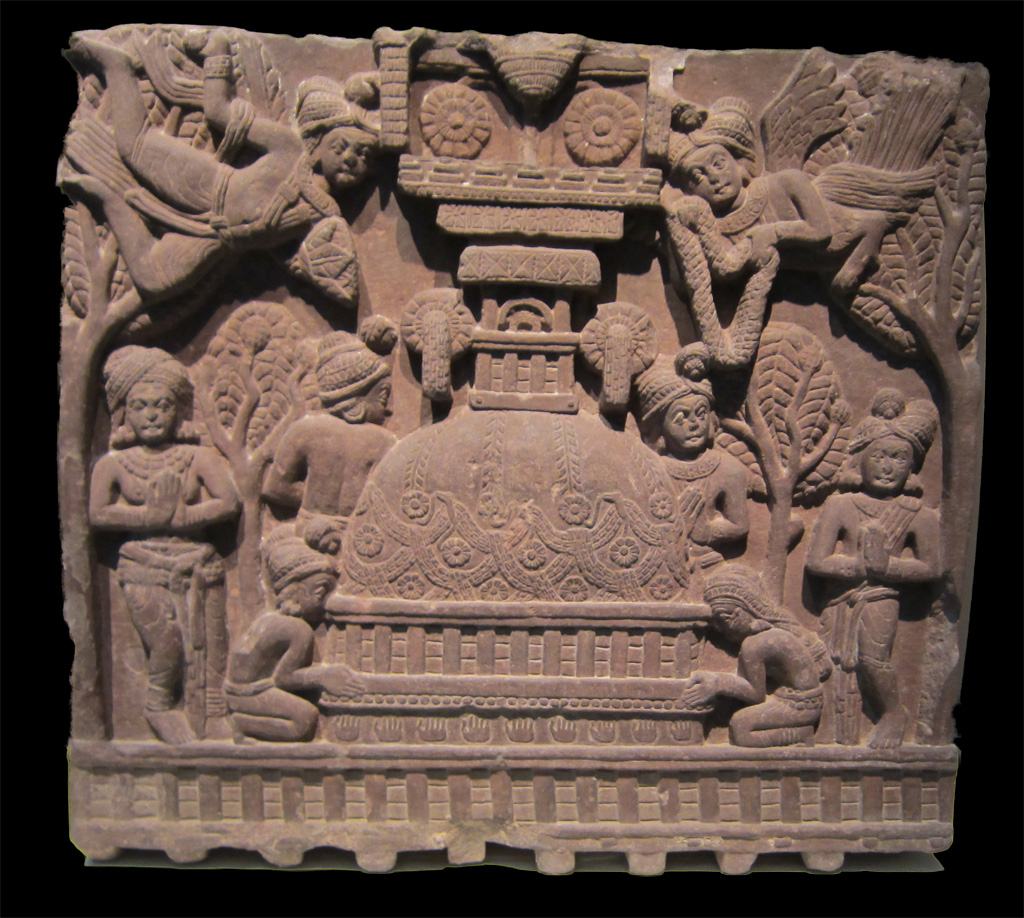
Lo stupa di Bharhut, raffigurato su uno dei fregi. Freer Gallery of Art

Lo stupa di Bharhut potrebbe essere stato costruito per la prima volta dal re Maurya Ashoka nel III secolo a.C., ma molte opere d'arte, in particolare la porta e le ringhiere, vennero apparentemente aggiunte durante il periodo Shunga, con molti rilievi del II secolo a.C. o successivi . In alternativa, le sculture realizzate vennero aggiunte durante il regno dei Sughana, un regno buddista settentrionale.
Lo stupa centrale era circondato da una ringhiera in pietra e da quattro porte torana, in una disposizione simile a quella di Sanchi. Gran parte della ringhiera è stata recuperata, ma rimane solo una delle quattro porte torana.
Un'epigrafe su un pilastro della porta dello stupa menziona la sua erezione "durante il dominio dei Sugas da Vatsiputra Dhanabhuti". L'espressione usata è "Suganam Raje", che può significare "durante il dominio degli Shunga", anche se non senza ambiguità in quanto potrebbe anche essere "durante il governo dei Sughana", un regno buddista settentrionale. Non c'è nessun altro esempio del nome "Shunga" nella documentazione epigrafica dell'India. L'iscrizione recita:

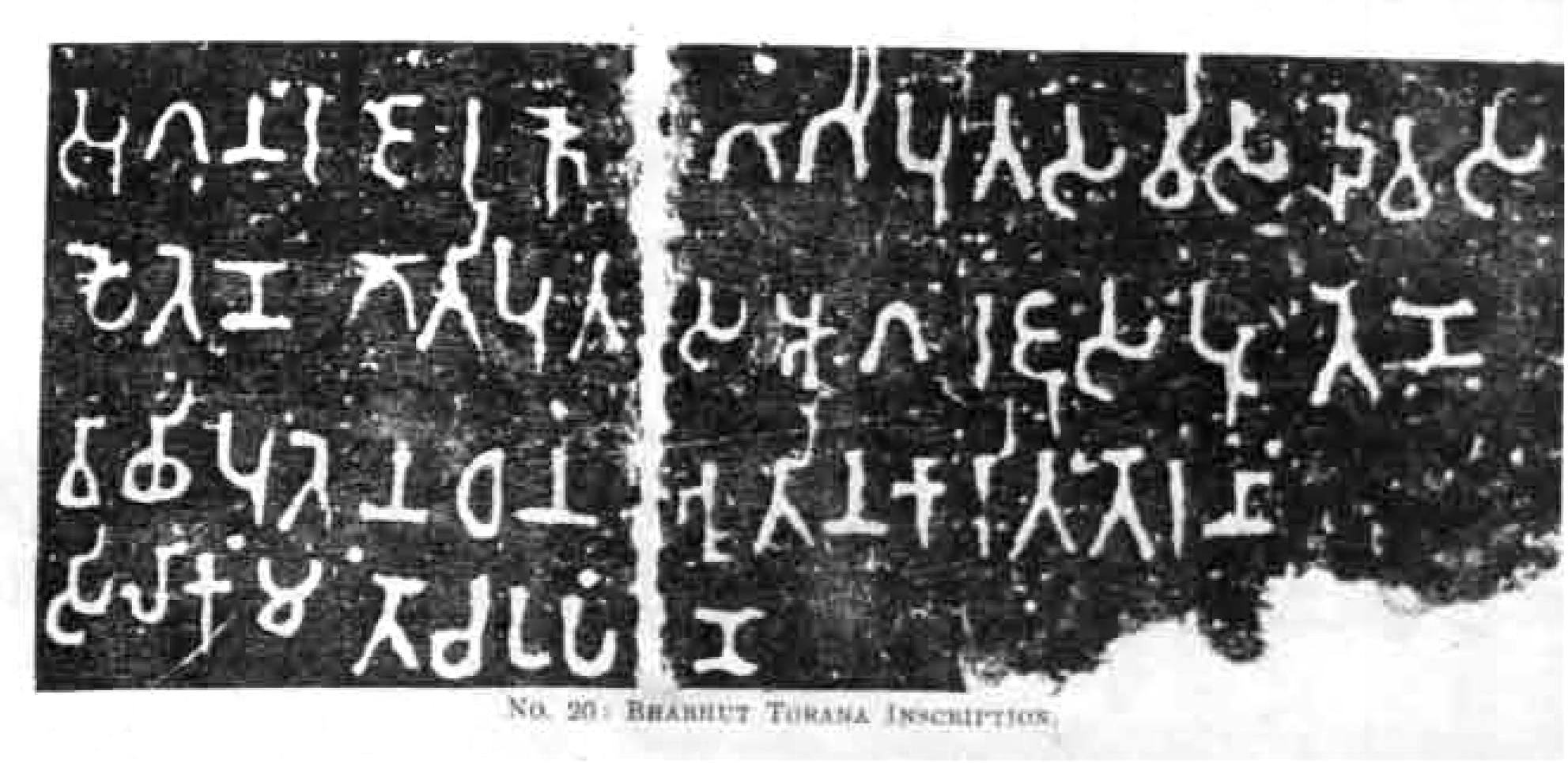
Iscrizione Dhanabhuti

1. Suganam raje raño Gāgīputasa Visadevasa

2. pautena, Gotiputasa Āgarajusa putena 

3. Vāchhīputena Dhanabhūtina kāritam toranām
 
4. silākammamto cha upamno.
Durante il regno dei Suga (Sughana, o Shungas) fu fatta costruire la porta e la pietra fu donata da Dhanabhūti, figlio di Vāchhī, figlio di Agaraju, figlio di un Goti e nipote del re Visadeva, figlio di Gāgī. (Iscrizione sul pilastro della porta di Dhanabhūti.)
Se l'attribuzione è da prendere come "Shungas", poiché il re Dhanabhuti stava facendo una grande dedica a un monumento buddista, e al contrario si sa che gli Shungas erano monarchi indù, sembra che lo stesso Dhanabhuti non fosse un membro della dinastia Shunga. Né è conosciuto dalle liste di regno di Shunga. La sua menzione di "nel regno degli Shunga" suggerisce anche che non fosse lui stesso un sovrano Shunga, ma potrebbe essere stato un vassallo degli Shunga, o un sovrano in un territorio vicino, come Kosala o Panchala.

### Costruttori

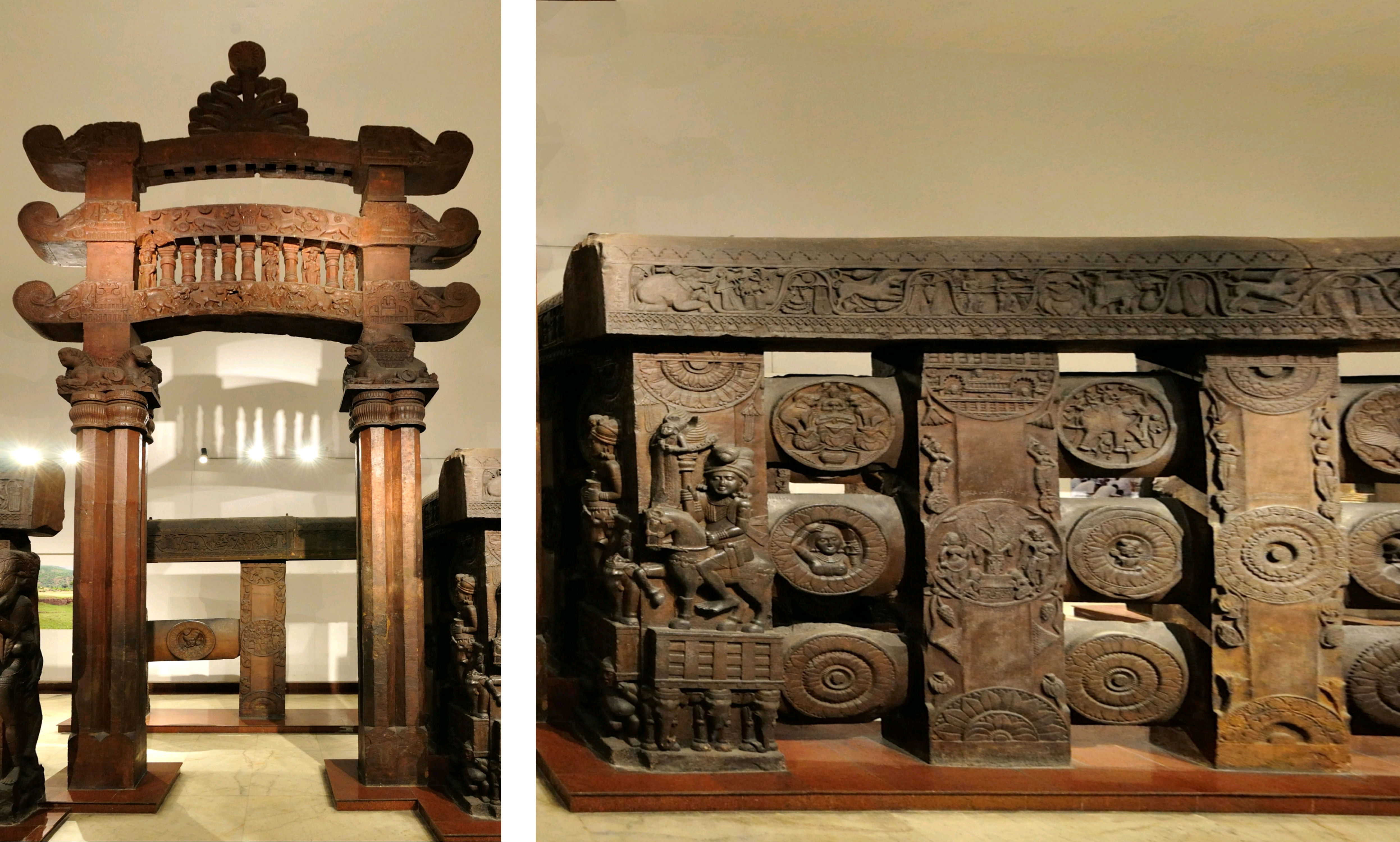
Le porte (a sinistra) sono state realizzate da muratori settentrionali (probabilmente Gandhara) usando i segni di Kharosthi, mentre le ringhiere (a destra) sono state realizzate da muratori usando segni nella scrittura Brahmi locale.

I segni di taglio della pietra a Kharoshthi sono stati trovati su diversi elementi dei resti di Bharhut, indicando che alcuni dei costruttori provenivano dal nord, in particolare da Gandhara, dove era in uso la scrittura Kharoshti. Alexander Cunningham spiegò che le lettere Kharosthi vennero trovate sulle balaustre tra gli architravi della porta, ma nessuna sulle ringhiere che avevano tutte marcature indiane, riassumendo che le porte, che sono artisticamente più raffinate, devono essere state realizzate da artisti del nord, mentre le ringhiere sono state realizzate da artisti locali.
Secondo alcuni autori, anche gli scultori ellenistici avevano qualche legame con Bharhut e Sanchi. La struttura nel suo complesso, nonché vari elementi denotano influenze ellenistiche e altre esterne, come la campana scanalata, specifica dei capitelli persepolitani, e l'uso abbondante dei motivi della palmetta fiammeggiante e del caprifoglio. Oltre all'origine dei suoi contributori, tuttavia, la porta conserva un carattere indiano molto forte nella sua forma.
Sembrerebbe che le ringhiere siano state i primi elementi ad essere costruiti, intorno al 125-100 a.C. La grande porta fu costruita più tardi, intorno al 100-75 a.C. Per motivi artistici, le decorazioni delle ringhiere sono considerate stilisticamente successive a quelle dello Stupa Sanchi n.2, suggerendo una datazione al 100 a.C. circa per i rilievi delle ringhiere, e una data del 75 a.C. per la porta.

### Scavo

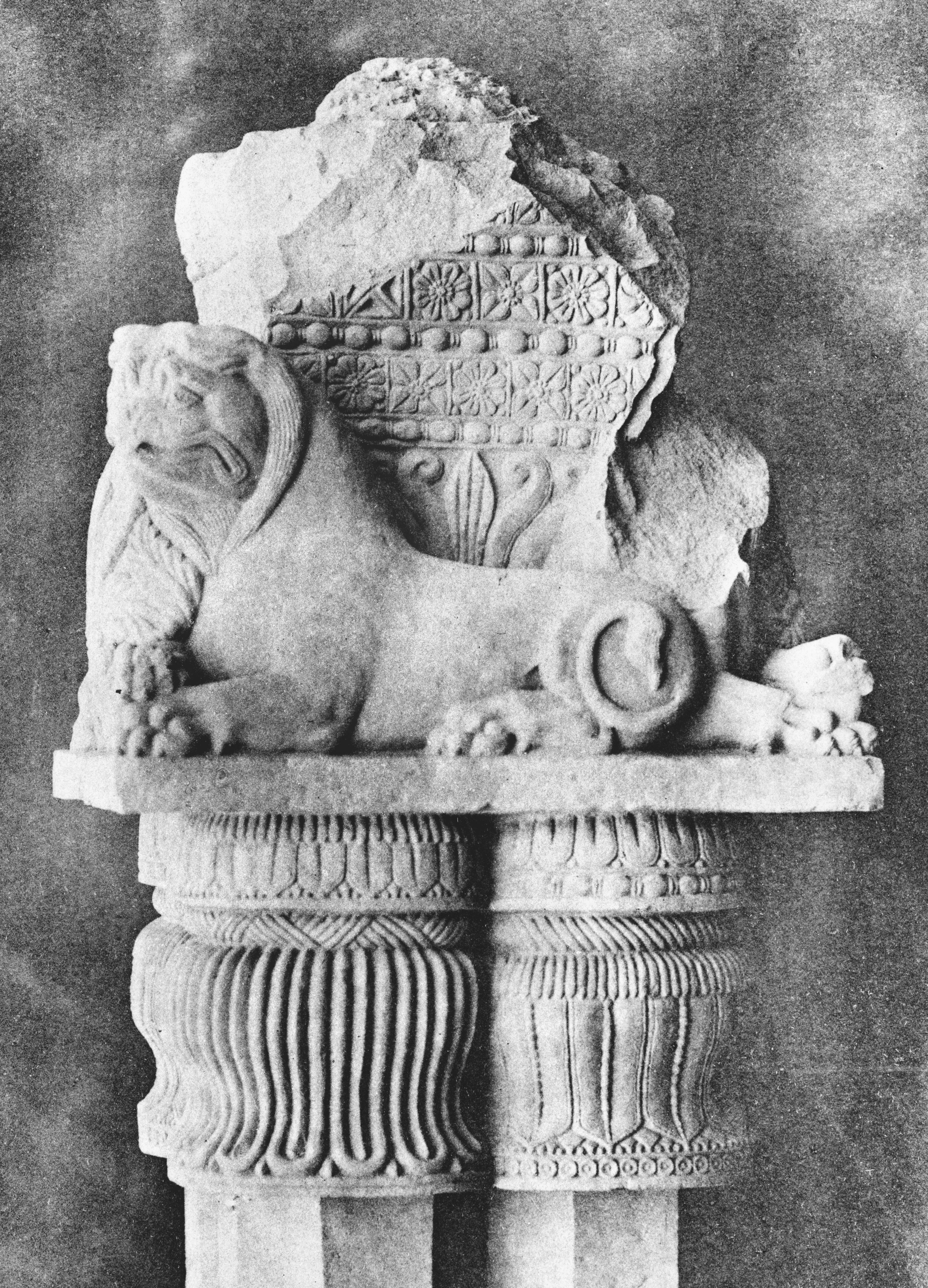
Capitello di colonna Bharhut con rosette, perline e rocchetti e disegni a palmette fiammeggianti.

Nel 1873, Alexander Cunningham visitò Bharhut. L'anno successivo scavò il sito. Joseph David Beglar, assistente di Cunningham, continuò lo scavo e registrò il lavoro attraverso numerose fotografie.
Un capitello a Bharhut, datato al II secolo a.C. durante il periodo dell'Impero Shunga, è un esempio di architettura Bharhut che si pensa incorporasse stili persiani e ellenistici con animali sdraiati (nello stile dei pilastri di Ashoka), e un capitello centrale con molti elementi ellenistici (rosette, perline e rocchetti), oltre a un disegno a palmetta centrale, in uno stile simile a quello del capitello Pataliputra.
Il complesso di Bharhut comprendeva un tempio medievale (tavola II), che conteneva una figura colossale del Buddha, insieme a frammenti di sculture che mostravano il Buddha con immagini di Brahma, Indra ecc. Beglar fotografò anche un'iscrizione sanscrita buddista del X secolo, di cui ora non si sa più nulla.
Lo stupa in rovina, nient'altro che le fondamenta della struttura principale (vedi galleria), è ancora a Bharhut; tuttavia, i cancelli e le ringhiere sono stati smontati e rimontati al Museo Indiano di Calcutta. Contengono numerose storie di nascita delle vite precedenti del Buddha, o racconti Jataka. Molti hanno la forma di grandi medaglioni rotondi. Due dei pannelli sono alla Freer Gallery of Art/Arthur M. Sackler Gallery di Washington. Alcuni anni fa un'iscrizione pre-Devanagari, dal tempo del re Balaldev, è stata trovata sulla montagna di Bharhut.

## Come rappresentante della prima arte indiana

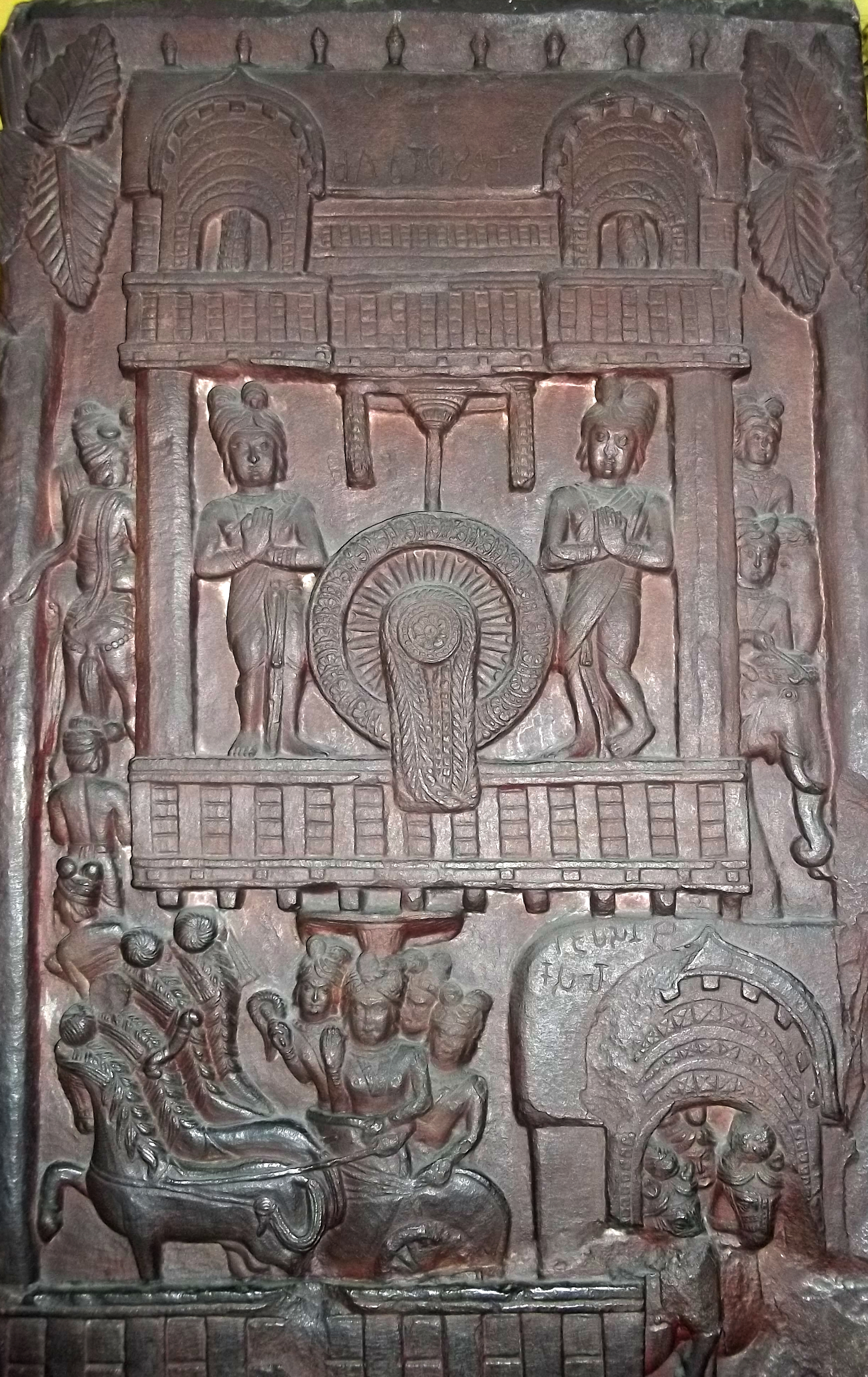
Rilievo da Bharhut.

In conformità con la prima fase aniconica dell'arte buddista, il Buddha è rappresentato solo attraverso simboli, come la ruota del Dharma, l'Albero della Bodhi, un sedile vuoto, impronte o il simbolo triratana.
Lo stile rappresenta la prima fase dell'arte indiana e tutti i personaggi sono raffigurati con indosso il dhoti indiano, ad eccezione di uno straniero ritenuto un soldato indo-greco, con simbolismo buddista. Le incisioni di Bharhut sono leggermente successive ai rilievi Sanchi dello Stupa n. 2 e ai precedenti affreschi delle Grotte di Ajanta.
Una caratteristica insolita dei pannelli di Bharhut è l'inclusione di testo nei pannelli narrativi, che spesso identificano gli individui.

## Iscrizioni
Le iscrizioni trovate a Bharhut sono di notevole importanza nel tracciare la storia del primo buddismo indiano e dell'arte buddista. 136 iscrizioni menzionano i donatori. Questi includono individui di Vidisha, Purika (una città da qualche parte nelle montagne Vindhya), Pataliputra ( Bihar ), Karhad (Maharashtra), Bhojakata (Vidarbha, Maharashtra orientale), Kosambi ( Uttar Pradesh) e Nasik (Maharashtra). 82 iscrizioni servono come etichette per i pannelli raffiguranti i Jataka, la vita del Buddha, gli ex Buddha Manushi, altre storie e Yaksha e Yakshini.

## Struttura e dettagli
| Lo stupa di Bharhut | |
| Porta | |
| Porta orientale di Bharhut. | La porta orientale di Bharhut è l'unica rimasta delle quattro porte originali. Fu realizzata nel 100-75 a.C. (molto probabilmente nel 75 a.C. sulla base di analisi artistiche), ed è quindi posteriore alla ringhiera. Si pensa che gli artigiani provenissero dall'India nordoccidentale (probabilmente Gandhara) poiché incisero i segni in Kharosthi, la scrittura di Gandhara, in tutta la struttura della porta (sette di tali segni Kharoshthi sono stati trovati sulla porta). Il Gandhara era all'epoca un territorio centrale del regno indo-greco, e questi artigiani probabilmente portarono tecniche e stili ellenistici nella fabbricazione della porta. Al contrario, i segni della scrittura locale Brahmi non sono stati trovati sul portale, ma esclusivamente sulla ringhiera (è stato trovato il segno 27 Brahmi), indicando che probabilmente gli artigiani locali realizzarono le ringhiere. La struttura nel suo insieme, così come vari altri elementi, indica un'influenza ellenistica e altre influenze straniere, come la campana scanalata, capitello addobbato dell'ordine persepolitano, e l'abbondante uso della palmetta fiammeggiante e caprifoglio. Oltre all'origine dei suoi contributori, tuttavia, la porta conserva un carattere indiano molto forte. |
| Architravi (fronte) Architravi (retro) | Gli architravi mostrano scene di animali che mostrano la loro devozione al Buddha (simboleggiato dal trono vuoto al centro). L'architrave superiore (solo davanti) ha due leoni, un grifone (a sinistra) e un leone con testa umana (sfinge o manticora). L'architrave inferiore mostra quattro elefanti e due devoti umani attorno al Buddha simbolico. Tra gli architravi si trovano colonne a balaustra, alcune delle quali decorate con figure indiane. Alla base di queste colonne sono stati scoperti cinque dei segni Kharosthi (su un totale di otto per l'intera porta). C'erano colonne simili tra l'architrave superiore e quello centrale, ma sono andate perdute. |
| Ringhiere | |
| | Le ringhiere sono datate al 125-100 a.C. e molto probabilmente al 100 a.C. sulla base di analisi artistiche. I disegni sono molto sviluppati e considerati posteriori a quelli dello Stupa Sanchi n.2. Tutti i segni nella muratura sono nella scrittura locale Brahmi, in numero di 28, indicando che probabilmente furono gli artigiani locali a creare le ringhiere. Le ringhiere sono quasi interamente ricoperte di rilievi e mostrano una varietà di scene, dalle vite precedenti del Buddha chiamate Jātaka, agli eventi della vita del Buddha storico, alle scene devozionali. Ci sono anche molti medaglioni individuali, pensati per rappresentare devoti o donatori. |
| Scene di devozione | |
| | Trono di diamante nel Tempio di Mahabodhi intorno all'Albero della Bodhi. Secondo il rilievo iscritto a Bharhut relativo al Trono di diamante, l'originale Tempio di Mahabodhi di Ashoka era un padiglione aperto sostenuto da pilastri. Al centro si vede il Trono di diamanti o Vajrasana, decorato davanti con quattro lesene piatte. Dietro il trono appare il tronco dell'Albero della Bodhi, che si erge in alto sopra l'edificio, e su ciascun lato dell'Albero c'è un simbolo combinato del Triratna e del Dharmacakra, in piedi sulla cima di un pilastro corto. Su ogni lato della stanza Vajrasana c'è una stanza laterale dello stesso stile. La parte superiore del Trono è ornata di fiori, ma non vi è alcuna figura di Buddha. Il rilievo reca l'iscrizione: "Bhagavato Sakamuni Bodhi" ("La Bodhi (Albero) del divino Shakyamuni"), a conferma del significato del rilievo. |
| | Tikutiko Chakamo. L'iscrizione sopra questo rilievo cita il "Tikutiko Chakamo", o "Ruota a tre punte" (della legge). La scena raffigura sette elefanti e un grande serpente a tre teste (o Naga) insieme a due leoni che mostrano la loro devozione per questa Ruota della Legge. |
| - Adorazione dell'albero della Bodhi. - Adorazione del Dharmacakra. - Adorazione dell'albero della Bodhi con Yakshini. - Una coppia regle vista il Buddha. - Adorazione del Dharmachakra. | |
| Vita del Buddha | |
| | Sogno di Maya: La concezione virginale del Buddha. Questa scultura del Sogno di Maya racconta quando la madre del Buddha fece un sogno su un elefante bianco che entrava nel suo corpo. Questo è il momento del concepimento del Buddha. La regina addormentata è circondata da tre attendenti, uno dei quali lancia un chauri. Una pentola per l'acqua è posta vicino alla testata del letto; ai suoi piedi c'è un incensiere. Il tema della concezione virginale del Buddha si è ripetuto per molti secoli, ed è stato anche un tema importante nell'Arte greco-buddista del Gandhara. La storia era conosciuta anche nel mondo occidentale dato che Archelao di Carcara (nel 278) e San Girolamo (nel 340) menzionarono il Buddha per nome e narrarono la tradizione della sua nascita virginale. È stato suggerito che questa leggenda della nascita virginale del buddismo abbia influenzato il cristianesimo. - Sogno di Maya, Sanchi, I secolo a.C. - Māyā's dream, Gandhara, II-III secolo. - Sogno di Mayadevi, Mardan. - Sogno di Maya, Gandhara, II-III secolo. |
| | Adorazione dei capelli di Siddhartha Nella parte inferiore del pannello c'è un gruppo di divinità, nel cielo Trāyastriṃśa dove regnava Indra, che si rallegra e adora i capelli del Bodhisattva. La storia raccontata nelle scritture buddiste dice che, prima di abbracciare una vita religiosa, Gautama si spogliò dei suoi abiti principeschi e si tagliò i lunghi capelli con la spada, lanciando sia i capelli che il turbante in aria, da dove furono portati dai deva nel cielo Trayastrimsa e lì adorati. |
| | Discesa del Buddha dal paradiso di Trayastrimsa a Sankissa. La discesa del Buddha dal Cielo Trāyastriṃśa, dove era rinata la regina Maya, sua madre, e dove lui stesso ascese per predicarle la Legge. Si suppone che questo miracolo sia avvenuto a Sankissa (Sankasya). Al centro del rilievo c'è la scala miracolosa dalla quale discese il Buddha, assistito da Brahma e Indra. Ai piedi della scala l'albero e il trono, simboli della presenza del Buddha, con i devoti ai lati, ad indicare che il Buddha è tornato di nuovo sulla terra. |
| | Il monastero Jetavana. La seguente iscrizione, che si trova immediatamente sotto la scultura, dà il nome al monastero, così come quello del costruttore Anathapindika: "Jetavana Anadhapediko deti Kotisanthatena Keta" ("Anathapindika dona il Jetavana, (diventato) acquistato con uno strato di kotis."), i kotis erano monete d'oro. Un capofamiglia di nome Anathapindika aveva acquistato il giardino da Jeta per uno strato di koti, per 18 koti d'oro, e aveva cominciato a costruire. Nel mezzo fece costruire il padiglione del Buddha e diversi altri edifici monastici furono eretti da Anathapindika a Jetavana, finché Gautama Buddha venne da Rajagriha a Sravasti, dove fu accolto dal ricco Setthi. Il Beato, seguito da una grande compagnia di monaci, entrò nel Monastero di Jetavana. Allora Anathapindika gli chiese: "Signore, come devo procedere in merito a questo monastero? Dal momento che mi chiedi, capofamiglia, concedi questo monastero al clero buddista, presente e futuro". E il grande uomo rispose: "Va bene. Questo monastero di Jetavana lo do al clero, presente e futuro, in tutte le parti del mondo, con il Buddha a capo". Lo scultore ha apparentemente mirato a dare una visione del grande Vihara buddista di Jetavana, mentre illustrava la storia della sua fondazione da parte di Anathapindika. In primo piano c'è un carro, con i buoi non aggiogati seduti accanto, e con il giogo alzato in aria per mostrare che il carro è stato scaricato. Davanti ci sono due uomini, ognuno dei quali tiene un oggetto molto piccolo tra il pollice e l'indice. Questi sono lo stesso Anathapindika e il suo tesoriere, che contano le monete d'oro portate nel carro. Sopra di loro sono altre due figure sedute, intente a coprire la superficie del giardino con le monete d'oro, che qui sono rappresentate come pezzi quadrati che si toccano, come il prezzo del suo acquisto. A sinistra ci sono altre sei figure, probabilmente il principe Jeta e i suoi amici, e proprio nel mezzo della composizione c'è lo stesso Anathapindika che porta un recipiente, proprio come una teiera, con entrambe le mani, allo scopo di versare acqua sulle mani del Buddha come pegno del completamento del suo dono. Anathapindika, che divenne noto per la sua più grande generosità e carattere, dopo la morte entrò nel paradiso Tushita, e divenne un Bodhisattva. |
| Vite precedenti del Buddha (Jataka) | |
| | Mahakapi Jataka In questo racconto jataka, il Buddha, in una precedente incarnazione come re scimmia, offre sacrificandosi il proprio corpo come un ponte attraverso il quale le sue simili scimmie possono sfuggire a un re umano che le sta attaccando. Un breve tratto del fiume, attraverso il quale stanno fuggendo le scimmie, è indicato da disegni di pesci. Direttamente sotto, gli umani impressionati stanno tendendo una coperta per prenderlo quando cade. In fondo (narrazione continua), il futuro Buddha ora recuperato predica al re. (Mahakapi Jataka. Bharhut, c. 100 a.C. Museo indiano, Calcutta.) Il Mahakapi Jataka è visibile anche a Sanchi in questo rilievo. |
| | Nigrodha Miga Jātaka. La Nigrodha Miga Jātaka (Storia di Banyan, #12 nelle storie di E.B. Cowell Jātaka, Volume 1) è la storia di come in una nascita passata, nato come un cervo dorato, Bodhisattā salva una cerva incinta dalla morte per macellazione. Il medaglione rappresenta 3 scene: (1) I quattro cervi in fuga e uno di loro che guarda indietro all'estrema sinistra e l'uomo con l'arco all'estrema destra rappresentano la prima scena: quella della caccia. (2) La cerva sdraiata in basso a sinistra che guarda il cervo con le corna rappresenta la seconda scena: quella della cerva incinta che viene oggi sottoposta al massacro ma il cervo Banyan le dice di andare e prende il suo posto. Il cuoco/macellaio dietro il cervo Banyan osserva [e poi va a dirlo al re, che arriva con il suo entourage]. (3) Il cervo con le corna seduto al centro che predica al re [che ascolta rispettosamente con le mani giunte] e il suo seguito è la terza scena: la morale dice che ci si dovrebbe associare alle brave persone. |
| | Kurunga Miga Jataka. Questa storia parla di tre amici che vivevano in una foresta: un'antilope, un picchio e una tartaruga. Un giorno, l'antilope fu catturata nel cappio di un cacciatore, e la tartaruga tentò di addentare il cappio per liberare l'antilope, mentre il picchio emetteva grida di malaugurio, in modo che il cacciatore rimanesse nella sua capanna. L'antilope scappò, ma la tartaruga, sfinita dagli sforzi, fu catturata dal cacciatore. L'antilope quindi indusse il cacciatore a seguirla nella foresta, in modo che la tartaruga potesse fuggire. L'antilope era il Bodhisatta, cioè il Buddha in una vita precedente, Sāriputta, un discepolo del Buddha, era il picchio, Moggallana, anche lui discepolo, era la tartaruga nella sua vita precedente. Devadatta tuttavia, un nemico tradizionale del Buddha, era il cacciatore. Questa storia ha lo scopo di dimostrare la malvagità di Devadatta, così come l'amicizia e la collaborazione tra il Buddha e i suoi discepoli, anche nelle vite precedenti. |
| | Muga Pakaya Jataka/ Mugapakkha Jataka/ Temiya Jataka. Questa è la storia de "Il principe muto". Chanda Devi, la moglie del re di Varanasi, non aveva figli. Sakka, il re dei deva, decise di aiutarla. Persuase il Bodhisattva (il futuro Buddha), che era allora nel regno del Tavatimsa, a scendere nel suo grembo per farle avere un bambino. Il Bodhisattva entrò così nel grembo della Regina, e quando nacque il bimbo fu chiamato Temiya. Temiya poi si rese conto che suo padre era un re, ma essendo stato lui stesso re di Varanasi in una vita precedente, una regola che si concluse con 20.000 anni all'inferno, non volle ereditare il trono. Decise così di fare il muto e l'inattivo per evitare l'eredità. Essendo indegno, suo padre organizzò la sua morte e ordinò all'auriga Sunanda di compiere il crimine. Quando Sunanda stava scavando la fossa, Temiya gli spiegò il suo stratagemma. Impressionato, Sunanda voleva poi essere un asceta e seguire Temiya. Temiya poi tenne un sermone al re e alla regina i quali rimasero colpiti ed espressero il desiderio di diventare asceti. Presto, tutti i cittadini del regno, e di due regni vicini, diventarono seguaci di Temiya. Il rilievo mostra Temiya da bambino in grembo al re (in alto a sinistra). Temiya viene quindi visto in piedi dietro l'auriga Sunanda, che sta scavando la fossa (in basso a destra). Temiya, da asceta, fa poi un discorso al popolo (in alto a destra). |
| - Asadrisa Jataka. - Toro e tigre Jataka. - Dasaratha Jataka. - Chhandantiya Jataka. - Isi-Singe Jataka. - Latuwa Jataka. - Naga Jataka. - Yavamajhakiya Jataka. - Yambumane-Avayesi Jataka o Andha-Bhuta Jataka. - Kinara Jataka. - Hansa Jataka. - Monkey Jataka. - Monkey Jataka.                  | |
| Individuali | |
| | Bharhut Yavana. I Greci (in particolare il indo-greci) erano evidentemente conosciuti in questa data dalle popolazioni dell'India centrale e chiamati "Yavanas"; qui, un guerriero greco è stato cooptato nel ruolo di dvarapala (Guardiano di una porta del tempio). Le prove includono la sua acconciatura (capelli corti e ricci con fascia reale greca), tunica e stivali. Nella mano destra tiene una pianta d'uva, emblematica della sua origine. Il fodero del suo spadone è decorato con un nandipada, simbolo del buddismo. C'è un'iscrizione sopra il rilievo, classificata come iscrizione 55 nei pilastri della ringhiera del quadrante sud-ovest a Bharhut, è in scrittura Brahmi e si legge da sinistra a destra: "Bhadanta Mahilasa thabho dânam" "Pillar-gift of the lay brother Mahila." |
| | Lakshmi. Oggi Lakshmi è un'importante divinità dell'induismo, la dea indù della ricchezza, della fortuna e della prosperità. Ma era anche una divinità importante nel buddismo, dove era anche una dea dell'abbondanza e della fortuna, ed era rappresentata sui più antichi stupa e templi rupestri sopravvissuti. In questa tipica iconografia, chiamata Gajalakshmi ("Lakshmi con gli elefanti"), è raffigurata in piedi su un loto e bagnata da due elefanti che le versano acqua addosso. Lakshmi era già apparsa sulle monete indo-greche già nel 180 a.C. (come una ballerina che reggeva un fiore di loto), e in seguito su monete indo-scite nel I secolo a.C. |
| - Devoti - Busto femminile - Figura femminile che tiene un loto - Figura femminile che tiene una torcia - Figure maschile e femminile - Figura maschile - Figura maschile su una colonna - Figura maschile - Figura maschile che tiene un loto - Figura maschile che tiene un fiore - Figura maschile | |

| Bharhut al momento della scoperta.                                                                                     |
| - Porta orientale - Porta della ringhiera. - Porta con rilievi. - Donatori. - Devoti. - Yakshini. - Piani di restauro. |

## Sopravvivenza nell'XI-XII secolo

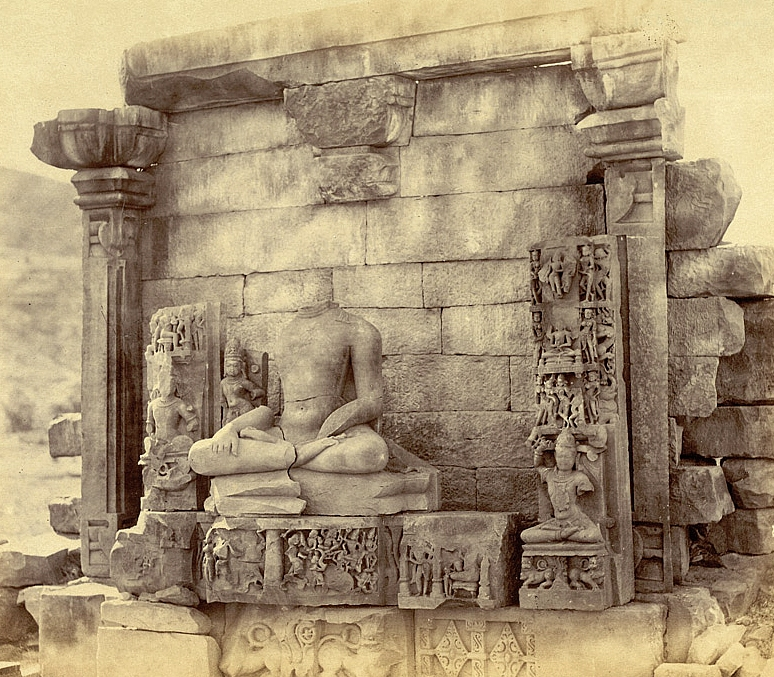
Scultura di Buddha a Bharhut XI-XII secolo

È stata ritrovata anche una scultura di Buddha databile all'XI-XII secolo, oltre ad un'iscrizione sanscrita, appartenente ad una struttura vihara. Ciò dimostra che il buddismo nel sito sopravvisse bene fino all'XI-XII secolo, sebbene non sia stato trovato nulla di databile nel periodo intermedio.
Sebbene i resti più noti risalgano al I secolo a.C., Bharhut, proprio come Sanchi, continuò ad essere utilizzato come centro monastico buddista per più di un millennio. Ma i monumenti di Bharhut furono infine distrutti e la maggior parte dei resti furono usati dagli abitanti dei villaggi locali come materiale da costruzione.

## Resti buddisti trovati di recente nella regione vicino a Bharhut e Sanchi
Diversi stupa minori e statue buddiste sono stati scoperti nella regione vicino a Sanchi e Bharhut risalenti al XII secolo. Dimostrano che il buddismo era diffuso in questa regione e non solo confinato a Sanchi e Bharhut, e sopravvisse fino al XII secolo, come lo stesso complesso di Sanchi, sebbene in forte declino dopo il IX-X secolo. Questi includono:
- Villaggio Banshipur, Damoh[39]
- Madighat nel distretto di Rewa[40]
- Buddha Danda, Singrauli[41]
- Bilahri, Katni[42]
- Kuwarpur, Sagar Dist/Bansa Damoh Dist[43]
- Museo Damoh Buddha
- Deur Kothar, Rewa
- Devgarh, Lalitpur[44]
- Khajuraho (Museo)[45]
- Mahoba,[46] sculture dell'XI-XII secolo.

## Galleria d'immagini

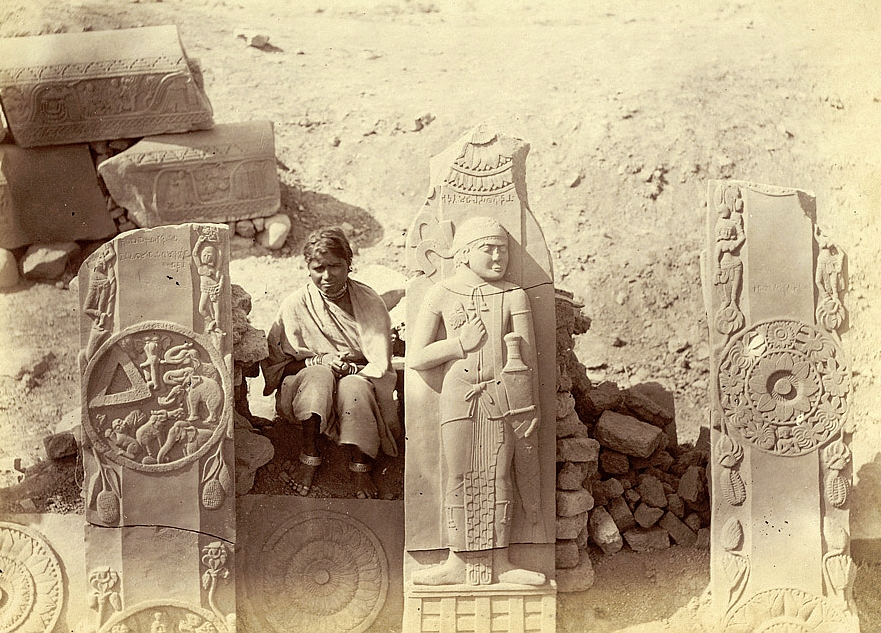
Scavi di Bharhut
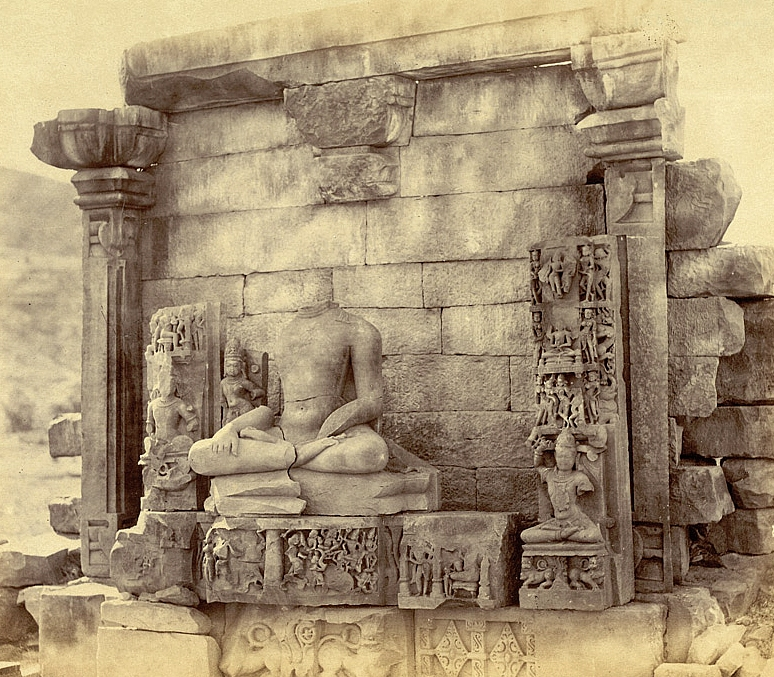
Immagine del Buddha Xi-XII secolo
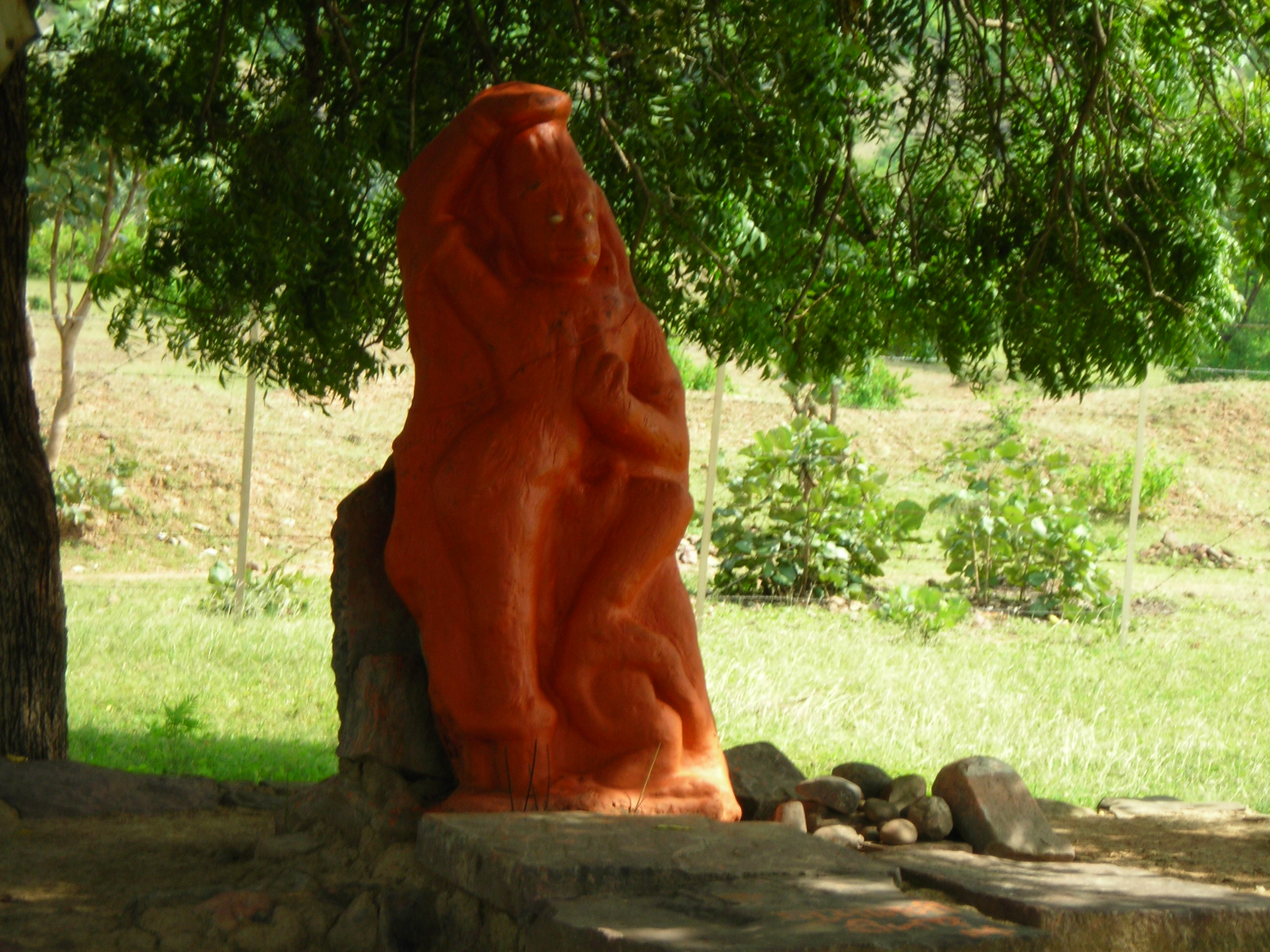
Il rilievo Yaksha a Bharhut viene adorato come Hanuman dagli abitanti dei villaggi locali
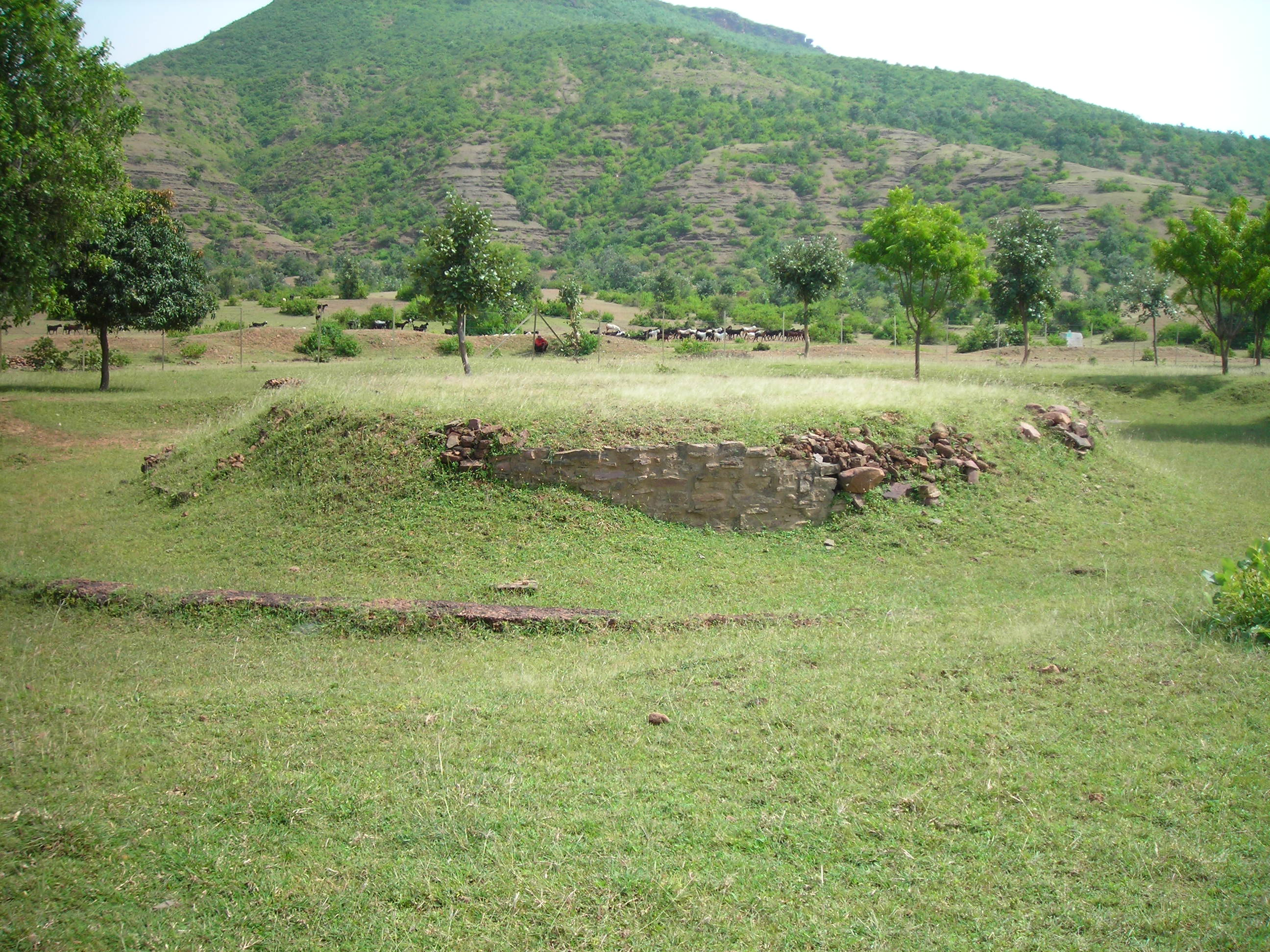
Il rovinato stupa Bharhut. Dietro è il Lal Pahadi (Montagna Rossa)
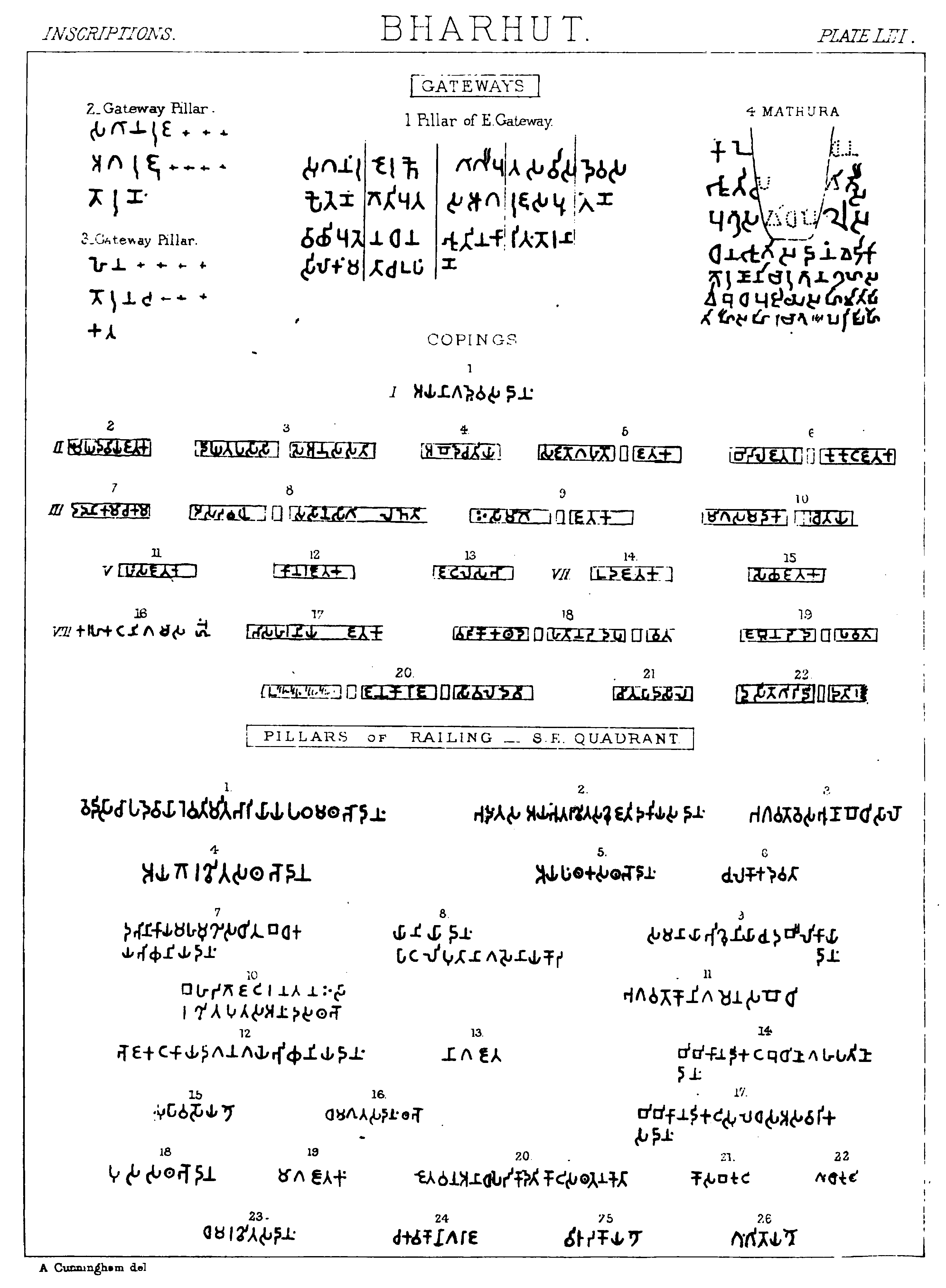
Iscrizioni
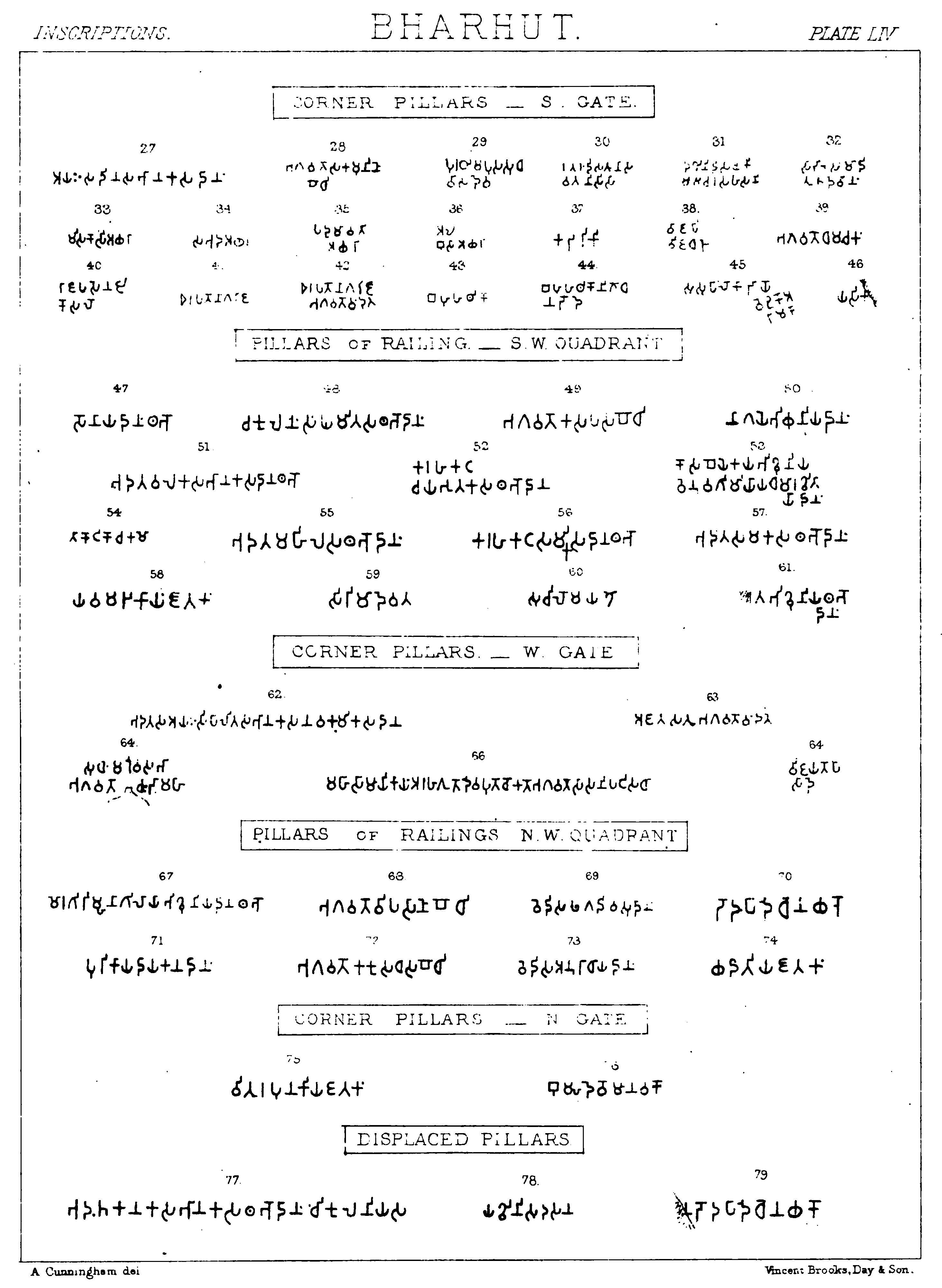
Iscrizioni
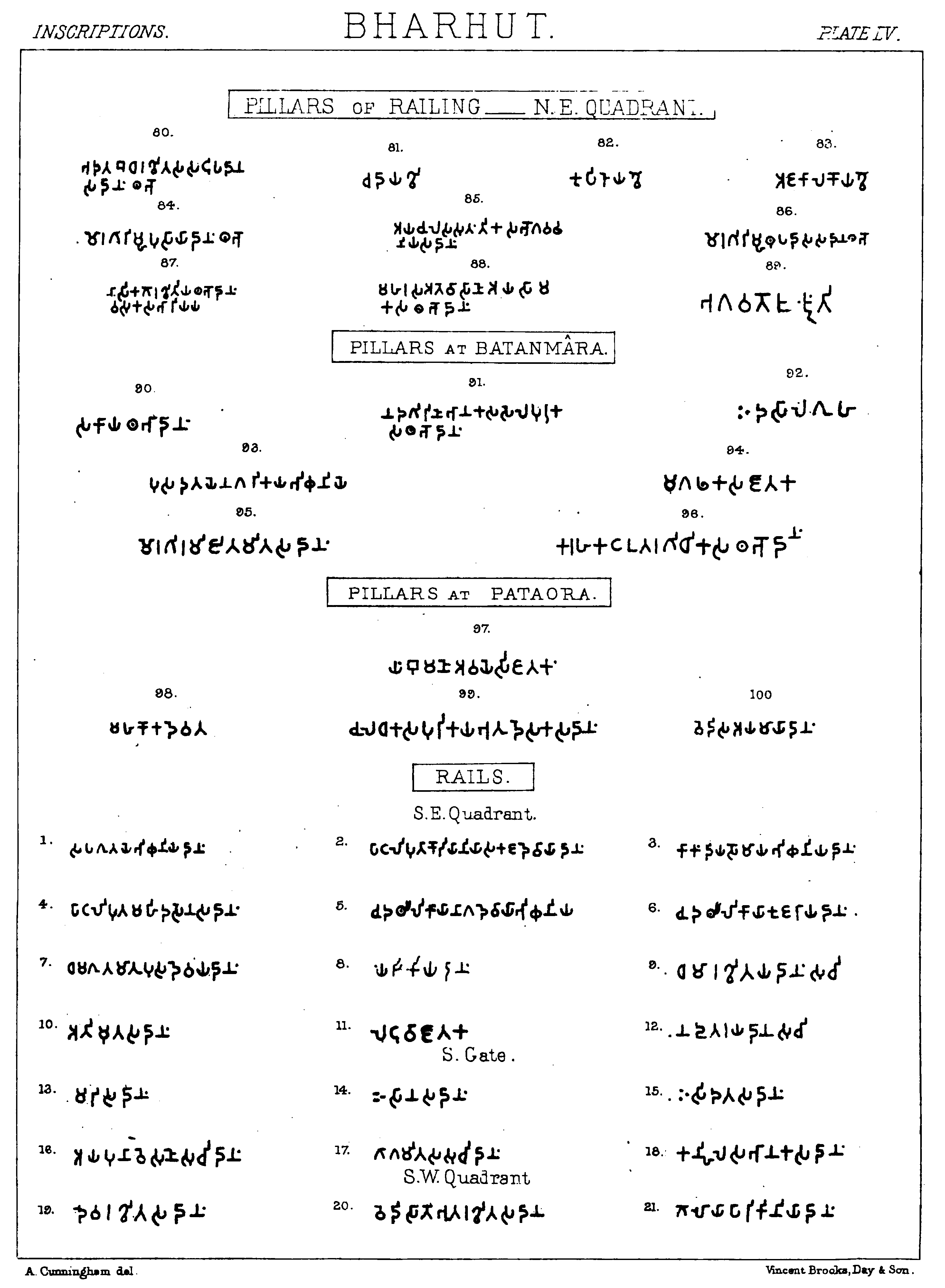
Iscrizioni
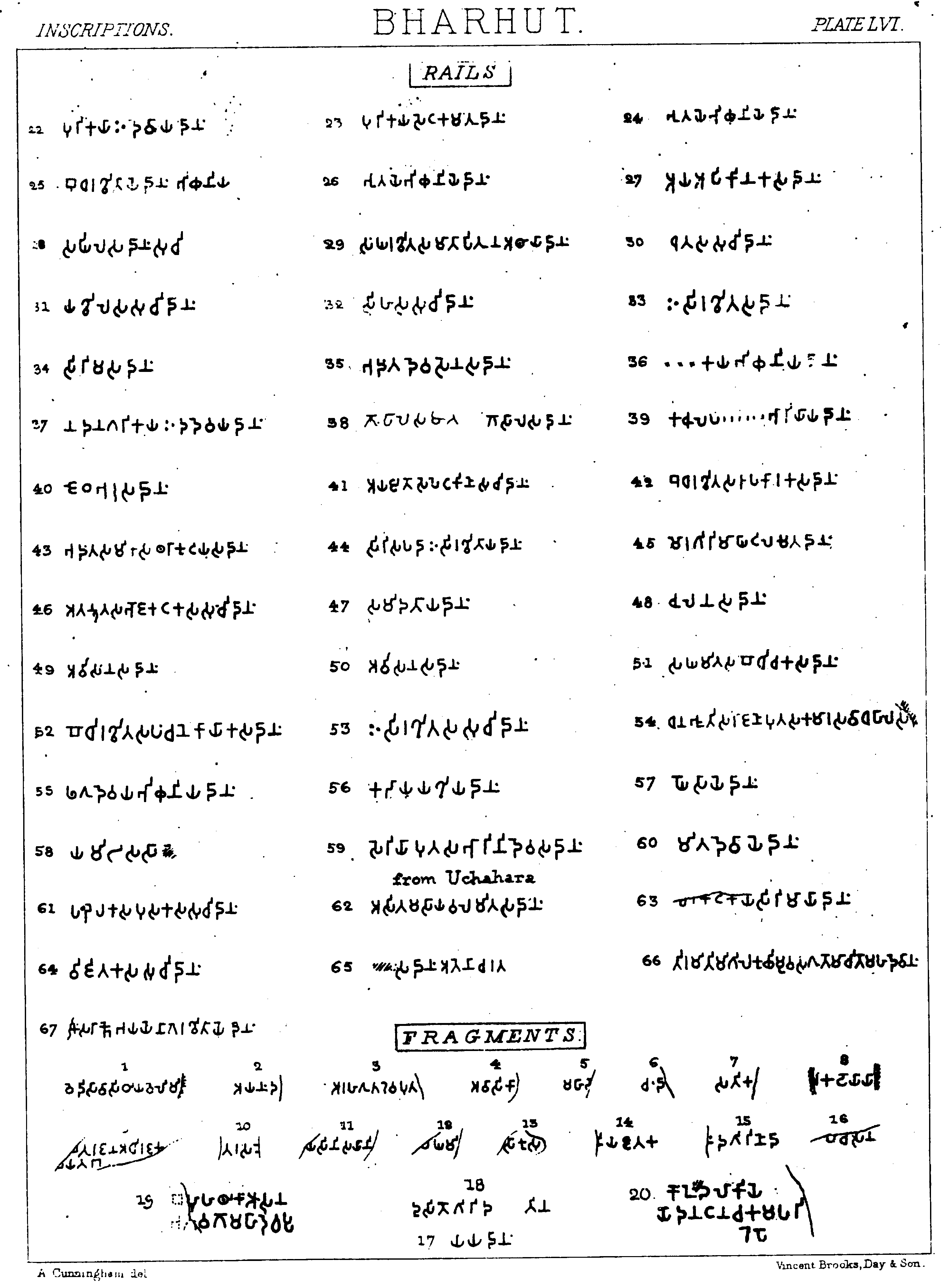
Iscrizioni
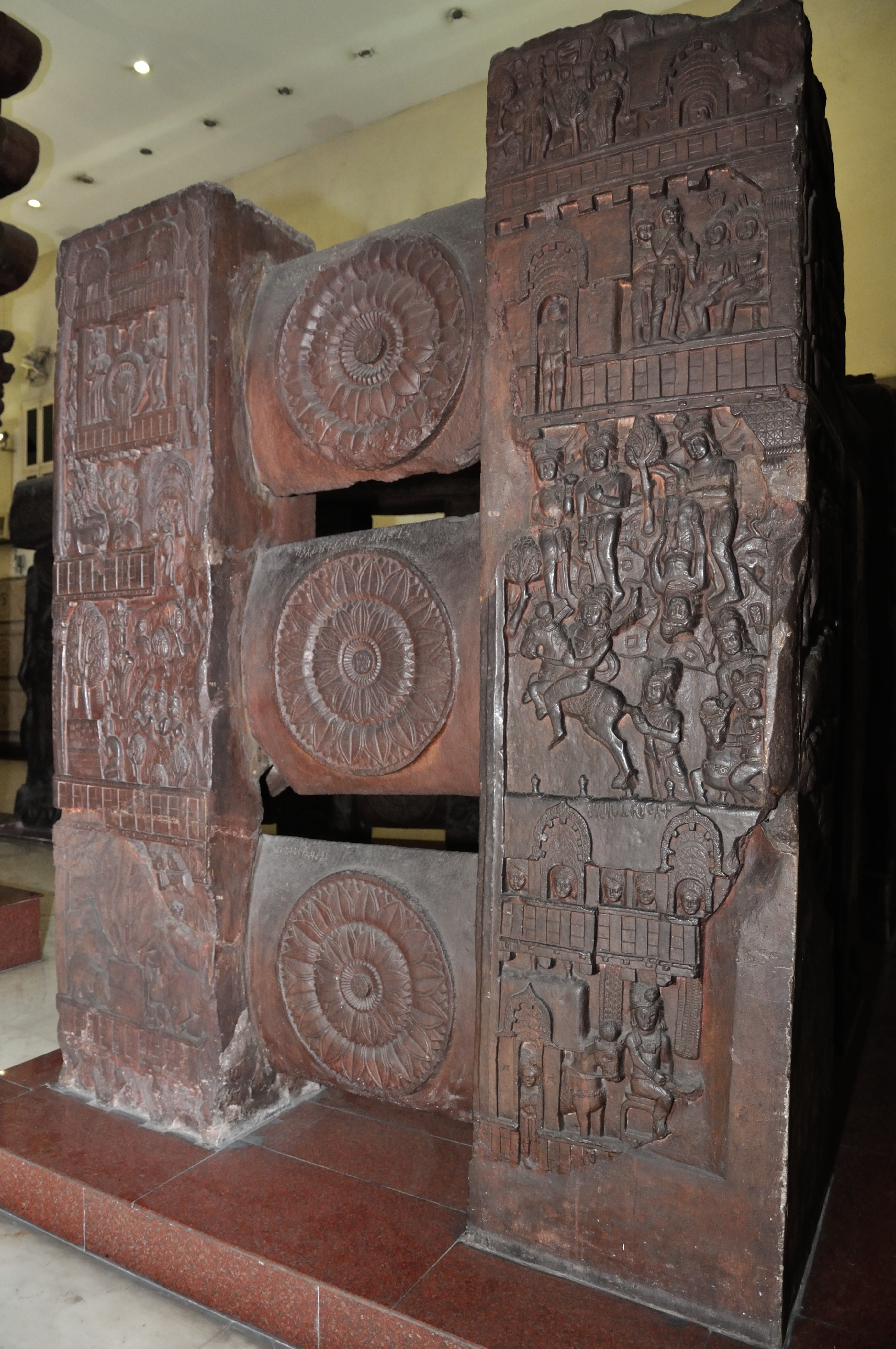
Sezione di ringhiera al Museo Indiano.